# Камишла
Камишла (рос. Камышла) — село, адміністративний центр Камишлинського району Самарської області Росії . 
За переписом 2010 року у селі Камишла проживало 4,889 осіб. З них близько 90 відсотків населення - татари.